# Án thế vì khai sinh
Án thế vì khai sinh là một thuật ngữ pháp lý được dùng trước ngày 30 tháng 4 năm 1975 tại miền Nam, Việt Nam.
Sau này, cụm từ này không còn được sử dụng mà thay bằng "Đăng ký khai sinh quá hạn".

## Áp dụng
Án thế vì khai sinh thường áp dụng cho các trường hợp gia đình di cư năm 1954 từ miền Bắc vào miền Nam, không có hồ sơ sinh gốc, và để làm giấy khai sinh cho con, họ phải đệ đơn lên Tòa án, cùng với một số người làm chứng, ký tên trước Tòa xác nhận và Tòa cấp cho Bản án thế vì khai sinh thay cho Giấy khai sinh.
"Án thế vì khai sinh" được lập tại hai Tòa gồm Tòa Hòa giải Sài Gòn từ năm 1947 đến 1975, và Tòa Sơ thẩm Sài Gòn (hoặc Tòa Sơ thẩm Gia Định) từ năm 1950 đến 1975.

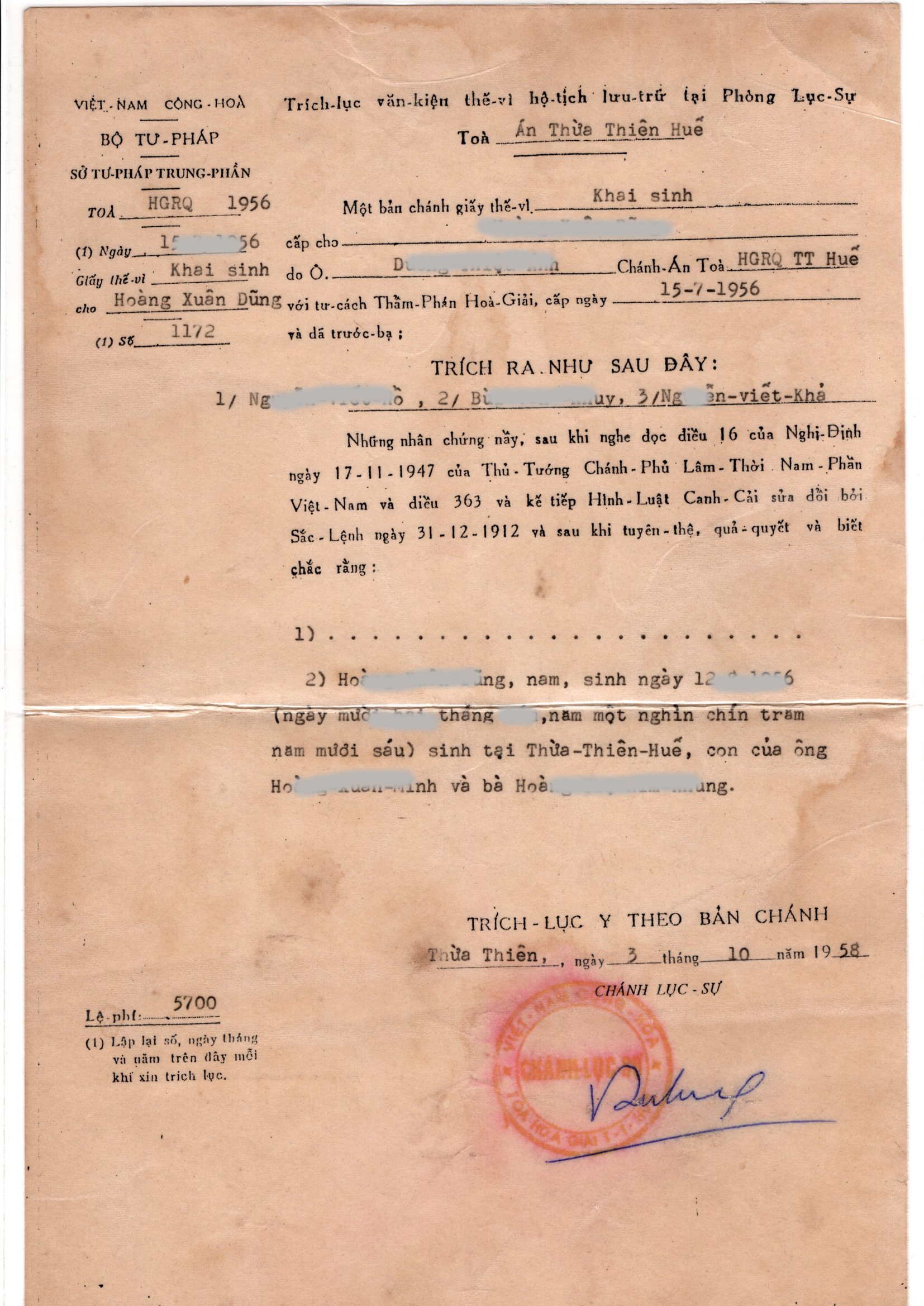
Một tờ giấy khai sinh thế vì được Tòa Án Thừa Thiên Huế cấp năm 1956

"Án thế vì khai sinh" được dùng làm căn cứ để cấp lại bản chính, bảo sao Giấy khai sinh trong trường hợp bản chính Giấy khai sinh bị mất, hoặc bị hư hỏng.